# Charles Wereko-Brobby
Charles Wereko-Brobby (* 27. März 1953 in Kumasi, Ghana) ist ein ghanaischer Ingenieurwissenschaftler, Diplomat, Politiker, Parteigründer (UGM) und Präsidentschaftskandidat 2000. Wereko-Brobby hat die Organisation der 50-Jahr-Feier der Unabhängigkeit Ghanas unter seiner Leitung. Wereko-Brobby ist mit Joyce Rosalind Wereko-Brobby (* 27. März 1946) verheiratet. Wereko-Brobby war chancenloser Kandidat des United Ghana Movement (UGM) bei den Präsidentschaftswahlen in Ghana 2000.

## Ausbildung
Wereko-Brobby absolvierte an der University of Leeds sein Studium in Ingenieurwissenschaften mit dem Schwerpunkt in Kraftstofftechnik und Verbrennungsmotoren. Ihm wurde der Doktortitel an der gleichen Universität für seine Arbeit mit dem Schwerpunkt Solarenergie verliehen. An der Middlesex University, Hendrin, England absolvierte er den Master in Business Administration.
Im Jahr 1978–1979 war er der erste Afrikaner, der an der Universität in Leeds zum Vorsitzenden der nationalen Studentenvereinigung (National Union of Students) gewählt wurde.

## Karriere in der Privatwirtschaft
Mehr als 20 Jahre arbeitet Wereko-Brobby als beratender Ingenieur in der Privatwirtschaft und ist Wissenschaftlicher Mitarbeiter im Bereich der Unternehmensführung der Reichsakademie für Wissenschaft und Technik (Imperial College of Science and Technology) der Universität London. Ferner war er als Leiter des Planungsprogramms für Energie und Umwelt für den Commonwealth Wissenschaftsrat (Commonwealth Science Council) in London tätig. Im Jahr 1988 wurde Wereko-Brobby politischer Berater in Energiefragen des PNDC und Geschäftsführer der Nationalen Energievereinigung.
Im Jahr 1995 wurde er zum Berater in Fragen der Energiewirtschaft im Energieprogramm für Afrika der African Development Bank. Wereko-Brobby ist der Autor von zwei universitären Textbüchern im Themenbereich Energie und Entwicklung. Ferner hat er zahlreiche Berichte und Artikel in einer Vielzahl von Fachzeitschriften aus dem Energie- und Umweltbereich veröffentlicht.

## Politische Karriere
Den Einstieg in die Karriere als Politiker machte Wereko-Brobby im Jahre 1993 am Anfang der Vierten Republik Ghanas. Er gründete zudem die unabhängige Medienanstalt Ghanas (Independent Media Corporation of Ghana), die im Jahr 1994 mit Radio Eye aus Sendung ging. Er spielte eine Schlüsselrolle der Alliance des Wechsels (Alliance For Change) (AFC), einer politischen Gruppierung, die verschiedene Demonstrationen gegen die Einführung der Mehrwertsteuer (VAT) im Jahr 1995 organisierte. Wereko-Brobby gründete die Partei United Ghana Movement (UGM) im Jahr 1996, nachdem er aus der New Patriotic Party (NPP) ausgetreten war.